# Dark Magician
Dark Magician (Japans: ブラック・マジシャン Burakku Majishan) is een iconisch monster in het Yu-Gi-Oh!-kaartspel en de anime. Het is de favoriete kaart van het personage Yugi Muto/Yami Yugi en wordt vaak gezien als een symbool van de oorspronkelijke Yu-Gi-Oh!-serie. De kaart maakt deel uit van het Spellcaster-type en heeft door de jaren heen meerdere varianten en ondersteuningskaarten gekregen. 

## Oorsprong en ontwerp
Dark Magician verscheen voor het eerst in de originele Japanse manga en anime als de ultieme kaart van de protagonist Yugi. In het verhaal wordt hij vaak opgeroepen in belangrijke duels en speelt hij een centrale rol in Yugi’s strategieën. De magiër is herkenbaar aan zijn lange paarse gewaad, hoge hoed en toverstaf.
Het personage van Dark Magician is geïnspireerd op klassieke fantasiethema’s en wordt vaak afgebeeld als een mysterieuze, krachtige tovenaar. In de anime is hij de menselijke reïncarnatie van Mahad, een priester en vertrouweling van de farao (de spirituele tegenhanger van Yami Yugi). 

### Kaartgegevens[3]
- Type: Spellcaster / Normaal Monster
- Attribuut: Donker (DARK)
- Level: 7
- ATK / DEF: 2500 / 2100
- Kaarttekst: "The ultimate wizard in terms of attack and defense."

Dark Magician is geen effectmonster, maar heeft een hoge aanvalskracht en is de kern van vele op Dark Magician gebaseerde decks. Dankzij tientallen jaren aan uitbreidingen beschikt het archetype over tal van ondersteuningskaarten.

#### Ondersteunende kaarten en archetype
Dark Magician vormt de kern van zijn eigen archetype, dat kaarten bevat zoals:
- Dark Magician Girl
- Magician's Rod
- Magician Navigation
- Eternal Soul
- Dark Magical Circle
- Soul Servant
- Secrets of Dark Magic

Deze kaarten bieden manieren om Dark Magician snel op het veld te krijgen, effecten te activeren bij zijn oproeping, of krachtige fusies uit te voeren. Ook zijn er fusiekaarten zoals The Dark Magicians, Dark Paladin en Quintet Magician, waarin Dark Magician een rol speelt. 

## Verschijning in de anime
In de originele Yu-Gi-Oh! Duel Monsters-serie is Dark Magician Yugi's signature monster. Het wordt vaak opgeroepen in sleutelmomenten van duels tegen personages als Seto Kaiba, Pegasus, en Marik. Dark Magician verschijnt ook in latere series zoals Yu-Gi-Oh! GX, 5D's (in speciale episodes) en Yu-Gi-Oh! Dark Side of Dimensions. Zijn vrouwelijke tegenhanger, Dark Magician Girl, speelt ook een prominente rol in het verhaal, met eigen steunkaarten en een aparte fanbase. 